# Balacros
Balacros (en grec ancien Bάλακρoς / Balakros) est l'un des sômatophylaques (garde du corps) d'Alexandre le Grand et le satrape de Cilicie de 333 à 324 av. J.-C.

## Biographie
Fils d'un dénommé Nicanor bien considéré par Philippe II, Balacros devient l'un des sept gardes du corps (sômatophylaque) d'Alexandre dès le début de son règne en 336 av. J.-C. Après la bataille d'Issos, il reçoit la satrapie stratégique de Cilicieet abandonne son titre de sômatophylaque. 
En 332, il aide Antigone le Borgne et Calas à déjouer la contre-offensive de l'armée perse en Asie Mineure. Après dix années d'administration satrapique durant lesquelles il prend plusieurs mesures fiscales, il trouve la mort en luttant contre les Pisidiens en 324. Il est remplacé par Philotas, tandis que la révolte des Pisidiens n'est réprimée qu'en 321 par Perdiccas.
Il a épousé une fille d'Antipater, Phila, qui est mariée ensuite à Cratère. Il a eu pour fils Nicanor (peut-être le Nicanor général d'Antigone le Borgne) et Philippe, à distinguer de nombreux homonymes, et peut-être Traseas, Balacros et Antipater.

## Sources antiques
- Arrien, Anabase [lire en ligne].
- Diodore de Sicile, Bibliothèque historique [détail des éditions] [lire en ligne], XVIII.
- Quinte-Curce, L'Histoire d'Alexandre le Grand [lire en ligne].